# João Ernesto III, Duque de Saxe-Weimar
João Ernesto III, Duque de Saxe-Weimar (22 de Junho de 1664 – 10 de Maio de 1707), foi um duque de Saxe-Weimar.

## Vida
Era o segundo filho de João Ernesto II, Duque de Saxe-Weimar, e da princesa Cristina Isabel de Schleswig-Holstein-Sonderburg.
Após a morte do pai em 1683, herdou o ducado de Saxe-Weimar juntamente com o seu irmão mais velho, Guilherme Ernesto, como co-governante (Mitherr).
João Ernesto era alcoólico; esse vício, aliado ao facto de ter pouco interesse por assuntos governamentais, foi aproveitado pelo irmão que se tornou no governante único e autocrático do ducado. No entanto, até à sua morte, João Ernesto foi o co-duque, sem exercer qualquer influência significativa no governo.

## Johann Sebastian Bach e Weimar
Na primeira metade 1703, Johann Sebastian Bach foi músico da corte de Weimar. Na altura era ainda adolescente e estava a começar a ganhar reputação como organista. Embora se saiba pouco sobre a posição que ocupava ao certo (é possível que tenha sido violinista e não pianista), é possível que esta incluísse também deveres como empregado. Bach deixou este posto para se tornar organista numa igreja em Arnstadt.
Bach regressou a Weimar em 1708, após a morte de João Ernesto, como organista da corte. Bach trabalhou com um dos filhos do duque, também chamado João Ernesto, que se interessava muito por música. O interesse do príncipe em coleccionar música era tão conhecido que, em 1713, um dos alunos de Bach, P. D. Kräuter, pediu para ir estudar para Weimar, mencionou a música francesa e italiana que teria de saber para ser aceite. O príncipe também compôs e Bach escreveu o Concerto No.1 para órgão em sol maior, o BWV 592, e o Concerto para órgão solo em dó maior, BWV 595.

## Família
Em Zerbst, a 11 de Outubro de 1685, João Ernesto casou-se com a sua primeira esposa, a princesa Sofia Augusta de Anhalt-Zerbst. Tiveram cinco filhos:
1. João Guilherme de Saxe-Weimar (4 de Junho de 1686 - 14 de Outubro de 1686), morreu aos quatro meses de idade.
2. Ernesto Augusto I, Duque de Saxe-Weimar (19 de Abril de 1688 - 19 de Janeiro de 1748), mais tarde herdou os distritos de Eisenach e Jena. Casou-se primeiro com a princesa Leonor Guilhermina de Anhalt-Köthen; com descendência. Casou-se depois com a princesa Sofia Carlota de Brandemburgo-Bayreuth; com descendência.
3. Leonor Cristiana de Saxe-Weimar (15 de Abril de 1689 - 7 de Fevereiro de 1690), morreu aos dez meses de idade.
4. Joana Augusta de Saxe-Weimar (6 de Julho de 1690 - 24 de Agosto de 1691), morreu aos treze meses de idade.
5. Joana Carlota de Saxe-Weimar (23 de Novembro de 1693 - 2 de Março de 1751), morreu solteira e sem descendência.

Em Cassel, a 4 de Novembro de 1694 e apenas dois meses após a morte da sua primeira esposa, João Ernesto casou-se com a princesa Carlota Doroteia de Hesse-Homburgo. Tiveram quatro filhos:
1. Carlos Frederico de Saxe-Weimar (31 de Outubro de 1695 - 30 de Março de 1696), morreu aos seis meses de idade.
2. João Ernesto de Saxe-Weimar (25 de Dezembro de 1696 - 1 de Agosto de 1715), um compositor que estudou com Bach que transcreveu os seus concertos .
3. Maria Luísa de Saxe-Weimar (18 de Dezembro de 1697 - 29 de Dezembro de 1704), morreu aos sete anos de idade.
4. Cristiana Sofia de Saxe-Weimar (7 de Abril de 1700 - 18 de Fevereiro de 1701), morreu aos dez meses de idade.

Quando morreu, o filho mais velho e sucessor de João Ernesto, Ernesto Augusto, recebeu o poder honorário do pai, mas o ducado continuou a ser governado pelo seu tio, Guilherme Ernesto, até à sua morte em 1728, ano em que Ernesto Augusto se tornou o único governante reinante de Saxe-Weimar. 

## Genealogia
| João Ernesto III, Duque de Saxe-Weimar | Pai: João Ernesto II, Duque de Saxe-Weimar            | Avô paterno: Guilherme, Duque de Saxe-Weimar                        | Bisavô paterno: João II, Duque de Saxe-Weimar                     |
| João Ernesto III, Duque de Saxe-Weimar | Pai: João Ernesto II, Duque de Saxe-Weimar            | Avô paterno: Guilherme, Duque de Saxe-Weimar                        | Bisavó paterna: Doroteia Maria de Anhalt                          |
| João Ernesto III, Duque de Saxe-Weimar | Pai: João Ernesto II, Duque de Saxe-Weimar            | Avó paterna: Leonor Doroteia de Anhalt-Dessau                       | Bisavô paterno: João Jorge I, Príncipe de Anhalt-Dessau           |
| João Ernesto III, Duque de Saxe-Weimar | Pai: João Ernesto II, Duque de Saxe-Weimar            | Avó paterna: Leonor Doroteia de Anhalt-Dessau                       | Bisavó paterna: Doroteia do Palatinado-Simmern                    |
| João Ernesto III, Duque de Saxe-Weimar | Mãe: Cristina Isabel de Schleswig-Holstein-Sonderburg | Avô materno: João Cristiano, Duque de Schleswig-Holstein-Sonderburg | Bisavô materno: Alexandre, Duque de Schleswig-Holstein-Sonderburg |
| João Ernesto III, Duque de Saxe-Weimar | Mãe: Cristina Isabel de Schleswig-Holstein-Sonderburg | Avô materno: João Cristiano, Duque de Schleswig-Holstein-Sonderburg | Bisavó materna: Doroteia de Schwarzburg-Sondershausen             |
| João Ernesto III, Duque de Saxe-Weimar | Mãe: Cristina Isabel de Schleswig-Holstein-Sonderburg | Avó materna: Ana de Oldemburgo-Delmenhorst                          | Bisavô materno: António II, Conde de Oldemburgo-Delmenhorst       |
| João Ernesto III, Duque de Saxe-Weimar | Mãe: Cristina Isabel de Schleswig-Holstein-Sonderburg | Avó materna: Ana de Oldemburgo-Delmenhorst                          | Bisavó materna: Sibila Isabel de Brunsvique-Dannenberg            |